# John B. Glen
John Baird Glen (auch Iain Glen; * 22. Oktober 1940 in Glasgow) ist ein britischer Veterinärmediziner. Er gilt als der Entdecker und Entwickler von Propofol als injizierbares Narkosemittel. 

## Leben
Glen stammt aus Westschottland. Er studierte Veterinärmedizin an der Universität Glasgow mit dem Bachelor-Abschluss 1963. Danach war er Veterinärchirurg an der Universität Nairobi und nach der Rückkehr Lecturer für Veterinärchirurgie an der Universität Glasgow. Er interessierte sich auch für Anästhesie und begann mit möglichen Anästhetika an Tieren zu experimentieren. 1968 erhielt er ein Diplom in Veterinär-Anästhesie.
1972 kam er zu ICI Pharmaceuticals (später von AstraZeneca übernommen) als Forschungsbiologe und suchte in der Anästhetika-Abteilung mit Kollegen nach einem Ersatz mit weniger Nebenwirkungen für das Anästhetikum Thiopental bei Menschen. Er stieß 1973 auf einen Stoff unter den schon bei der Firma synthetisierten Substanzen, Propofol. Es wirkte so gut wie Thiopental, hatte aber bei Patienten nicht die unerwünschten Nachwirkungen (Übelkeit, Schwindel, Erbrechen). Da sie sich schnell erholten, wurde es auch außerhalb von Krankenhäusern bei Operationen vielfach angewandt. 1983 wurde er bei ICI in die Medizinische Abteilung versetzt, um an den klinischen Tests teilzunehmen. Ein Hindernis war die Schwierigkeit, eine wässrige Lösungsform zu finden (Propofol ist stark lipophil), schließlich wählte man eine Emulsion mit Sojaöl. 1986 wurde es in Großbritannien zugelassen (als Diprivan), 1989 in den USA und 2016 von der WHO zum „unentbehrlichen Arzneimittel“ erklärt.
Im Jahr 2000 ging er bei AstraZeneca in den Ruhestand und gründete eine pharmazeutische Beratung (Glen Pharma Limited).
2018 erhielt er den Lasker~DeBakey Clinical Medical Research Award. 2000 wurde er Ehrenmitglied der SIVA (Society for Intravenous Anaesthesia). Er ist Mitglied des Royal College of Veterinary Surgeons (und war 1974 bis 1978 einer ihrer Examiner im Bereich Anästhesie).
1982 erhielt er einen Ph.D. an der Universität Glasgow (Dissertation: Studies on the pharmacology of injectable anaesthetic agents).